# Ålänningens sång
Ålänningens sång (schwedisch, finnisch Ahvenanmaalaisten laulu ‚Lied des Åländers‘) ist seit 1922 die Regionalhymne der autonomen, schwedischsprachigen Provinz Åland in Finnland. Sie wurde komponiert von Johan Fridolf Hagfors, der Text stammt von John Grandell.

## Text
Schwedisches Original

Landet med tusende öar och skär,

danat ur havsvågors sköte.

Åland, vårt Åland, vår hembygd det är.

Dig går vår längtan till möte!

Forngravars kummel i hängbjörkars skygd

tälja din tusenårs saga.

Aldrig förgäta vi fädernas bygd,

vart vi i fjärrled än draga,

vart vi i fjärrled än draga.

Skönt är vårt Åland när fjärdar och sund

blåna i vårljusa dagar,

ljuvt är att vandra i skog och i lund,

i strändernas blommande hagar.

Midsommarstången mot aftonröd sky

reses av villiga händer,

ytterst i utskärens fiskareby

ungdomen vårdkasar tänder,

ungdomen vårdkasar tänder.

Skönt är vårt Åland när vågsvallet yr

högt mot de mäktiga stupen,

när under stjärnhimlen kyrkfolket styr,

över de islagda djupen.

Ryter än stormen i stugornas ro

spinnrocken sjunger sin visa,

minnet av barndomens hägnande bo

sönerna lyckligast prisa,

sönerna lyckligast prisa.

Aldrig har åländska kvinnor och män

svikit sin stam och dess ära;

ofärd oss hotat, men segervisst än

frihetens arvsrätt vi bära.

Högt skall det klinga, vårt svenska språk,

tala med manande stämma,

lysa vår väg som en flammande båk,

visa var vi äro hemma,

visa var vi äro hemma.
Deutsche Übersetzung

Das Land der tausend Inseln und Schären,

Geboren tief unter den Wellen.

Åland, unser Åland, unsere Heimat ist es

Nach dir sehnen wir uns.

Alte Gräber unter den Birken

Erzählen von unserer tausendjährigen Geschichte.

Wir werden das Land unserer Väter nie vergessen,

Egal, wohin wir gehen,

Egal, wohin wir gehen.

Lieblich ist unser Åland wenn Buchten und Meerengen

in den hellen Tagen des Frühlings blau werden.

Es ist herrlich, in Wald und Hain zu wandern

In den blühenden Feldern unserer Küsten.

Mittsommerstange bis in den roten Abendhimmel

Wird durch willige Hände aufgestellt.

In den Fischerdörfern auf den Schären am weitesten leuchten

Leuchtfeuer werden von der Jugend entzündet,

Leuchtfeuer werden von der Jugend entzündet.

Lieblich ist unser Åland, wenn der Schaum der Wellen

gegen die mächtigen Abgründe wirbeln,

Wenn die Kirche Leute unter den Sternen steuern

In den eisigen Tiefen des Meeres.

Auch wenn Sturm braust, im Frieden der Hütten

Das Lied vom Spinnrad gesungen wird.

Die Erinnerung an liebevolle Kindheit ist

Glücklich durch die Söhne gelobt,

Glücklich durch die Söhne gelobt.

Nie haben Ålands Frauen und Männer

die Ehre ihres Stammes vernachlässigt.

Krieg drohte uns, aber noch siegreich

führten wir das Erbe der Freiheit.

Laut muss es klingen, unsere schwedische Sprache

Gesprochen mit einer drängenden Stimme,

Erleuchten sie unseren Weg wie ein Seezeichen von Flammen

Zeigen sie uns, wohin wir gehören,

Zeigen sie uns, wohin wir gehören.